# دور كوريغالزو
دور كوريغالزو هي مدينة قديمة وكانت عاصمة سلالة بابل الثالثة (السلالة الكيشية)، في القرن الخامس ق.م، وسميت نسبة للملك كوريغالزو الأول.

## الموقع
تقع المدينة على بعد (30) كيلومترا غربي بغداد وتعرف اليوم باسم ناحية عقرقوف من أشهر معالمها زقورة عقرقوف الذي قد جلب منظر بقايا البرج المدرج (الزقورة) انتباه عشرات السياح والرحالة والآثاريين في منتصف القرن السادس عشر، حتى ان بعضهم ظن خطأ ان بقايا البرج (الزقورة) هي برج بابل المذكور في الكتاب المقدس.

## التاريخ
على اثر غزو الحيثيين العراق، ذلك الغزو قضى على حكم السلالة البابلية الأولى التي اشتهرت بملكها السادس حمورابي. حكم الكيشيون في بداية عهدهم في العاصمة القديمة بابل وفي اواسط حكمهم ـ أي في حدود بداية القرن الخامس عشر قبل الميلاد ـ اسسوا عاصمة جديدة سميت باسم أحد ملوكهم (كوريكالزو الأول)، فسميت دور ـ كوريكالزو وهو اسم عقرقوف القديم، كما هو مدون بالكتابات والنصوص المسمارية التي كشف عنها في عدد من مواطن الآثار. كما كانت المدينة محصنة ومقر إقامةٍ ملكي لآخر ملك كاشيٍّ.

## الحفريات والإكتشافات
باشرت مديرية الآثار العامة التنقيب في خرائب هذه المدينة منذ عام 1942، وبين 1943 و1945 م وكشفت التنقيبات العراقية عن زقورة كبيرة، وثلاثة معابد، وقصر ذي زخارف جدارية ملونة، ورواق بأعمدة مربعة. كانت المعابد مكرسة للآلهة السومرية، وتحتوي على العديد من الأشياء القيمة، من بينها تمثال للملك كوريغالزو الثاني.
المدينة ظلت اهله بالسكان لقرون عديدة استمرت حتى العهود الإسلامية.